# Jolanda e il re della samba
Jolanda e il re della samba (Yolanda and the Thief) è un film del 1945 diretto da Vincente Minnelli.

## Trama
Nello stato di Patria, la bella Yolanda Aquaviva, ricchissima ereditiera diciottenne, festeggia al convento il suo ultimo giorno prima della partenza e il compleanno. La madre superiora le dà i suoi ultimi consigli per affrontare il mondo esterno. Poi Yolanda lascia le compagne e le suore per andare ad affrontare la sua nuova vita.
Sul treno che prende per recarsi nella città di Esperando, si trovano anche due truffatori in fuga, Johnny Riggs e Victor Budlow. Venendo a sapere che Yolanda ha ereditato 72 milioni di dollari, Johnny propone un piano al suo compare. Ma Victor lo diffida, perché, dice, "Yolanda è troppo bella e io ne sono già innamorato".
Scesi dal treno, Johnny segue la ragazza nella sua tenuta, affidata alla zia Amarilla. Johnny, in giardino, sente la ragazza pregare e chiedere aiuto al suo angelo custode. Lì vicino c'è un altro uomo presente, il signor Candle, ma Yolanda non si accorge né di lui né di Johnny.
Il giorno dopo, Yolanda riceve la telefonata di un uomo che le dice di essere il suo angelo custode che deve rivelarsi a lei in forma umana nei panni di Mister Brown. Brown, in effetti, è Johnny, che vuole in questo modo controllare la bella ereditiera troppo ingenua. I due si mettono d'accordo per incontrarsi. Dapprima Johnny, rendendosi conto di come la ragazza sia pura e innocente, si sente colpevole per quello che le sta facendo. Poi, però, dopo un incubo in cui lei lo costringe al matrimonio, decide di continuare il suo imbroglio. Le fa firmare una delega con cui mette le mani su un milione di dollari di obbligazioni che ficca dentro una valigia. Getta tutto fuori dalla finestra, ma la preziosa valigia finisce in testa a Victor che, colpito, perde i sensi. La valigia viene recuperata dal signor Candle che sparisce col malloppo.
Poco dopo, Johnny e Victor trovano Candle in un locale notturno e lo convincono a giocarsi la valigia buttando una moneta. Vince Johnny, ma Candle informa subito zia Amarilla che Yolanda sta subendo il potere di quel giovanotto. Amarilla, da quelle parole, deduce semplicemente che la nipote voglia sposarsi con Johnny. Condotto a un ballo in maschera a casa di Yolanda mentre stava per scappare con i soldi insieme a Victor, Johnny si trova a danzare con quella che tutti i presenti sembrano considerare la sua fidanzata. Va a finire che i due si baciano ma, quella notte stessa, Johnny scrive a Yolanda una lettera dove confessa tutto, restituendole il maltolto.
Mentre sta per prendere il treno, la polizia informa il duo di truffatori che saranno arrestati appena avranno lasciato Esperando. Appare all'improvviso accanto a loro il signor Candle che si rivela essere un vero angelo custode: ha organizzato tutto lui, in modo da far sposare Yolanda e Johnny.
Alla cerimonia di nozze, Candle mostra a Johnny una sua foto dove appare insieme a Yolanda e ai loro quattro bambini. Poi scompare. Il novello sposo promette allora a Yolanda per il futuro di amarla e di vegliare su di lei.

## Produzione
Il film fu prodotto dalla Metro-Goldwyn-Mayer (MGM) (controlled by Loew's Incorporated)

## Distribuzione
Distribuito dalla Metro-Goldwyn-Mayer (MGM), uscì nelle sale cinematografiche USA nel 1945 dopo due prime nel corso delle quali il film era stato presentato a Los Angeles (20 novembre 1945) e a New York (22 novembre 1945).